# Квакери
Квакерите, означавани още като „Общество на приятелите“, са християнска група от анабаптисткия клон на протестантството.

## История
Основана е в Англия от Джордж Фокс през 1650 г. Името „квакери“ по всяка вероятност идва от английската дума quaker – „треперещ“, и от идеята, че привържениците на тази общност са толкова завладени от Светия Дух, че целите треперят. Квакерите са силно социално ангажирани. Те са пацифисти. Убедени са в личното познаване на Бога и отхвърлят церемониалността на тайнствата в християнството.
През следващите векове квакерството се разпространява и в други страни, най-вече в Съединените американски щати, Кения и Боливия. Днес броят на квакерите е сравнително малък, приблизително 600 000 души.
В основата на вярата им е убеждението, че във всеки човек има част от Бог, тя само трябва да се изяви. Вярват, че в общуването с Божественото човек няма нужда от посредници.
Богослужебните им срещи преминават в мълчание и молитва. Споделя се с думи само най-важното. Богослужение, според квакерите, е целият живот.
Наричат Приятелите „действащите вярващи“. Следват примера на Христос в „любовта на дело“.
През 1656 г. Джордж Фокс се обръща към Приятелите с 42 „Съвети и въпроси“. Първият от тях е „Доверете се, скъпи приятели, на пламъчетата любов и истина във вашите сърца, защото това са сигнали на Господа, чиято Светлина ни показва нашите тъмни страни и ни води към нов живот“.
Чрез връзките си с държавни и други институции квакерите прокарват идеите си за ограничаване на насилието, конфликтите, войните. Конфликтите според тях не се решават чрез спор. Дискусията само изтощава участниците в нея. Насочвайки любовта и разбирането си към човека с друго мнение, вероятността да се стигне до една позиция е по-голяма. Толерантни са към всяка вяра и всеки избор, като смятат, че всеки човек има свой специфичен път към Духовността, който непрекъснато се развива.
Квакерите, представени от „Квакерски страж на мира и обществото“ (Лондон) и „Американски благотворителен комитет на приятелите“ (Вашингтон), са носители на Нобелова награда за мир за 1947 г.